# 2,4,6-tri-isopropylfenol
2,4,6-tri-isopropylfenol is een organische verbinding met als brutoformule C15H24O. Het is een sterisch gehinderd gealkyleerd fenol. De sterische hindering wordt veroorzaakt door de volumineuze isopropylgroepen aan weerszijden van de hydroxylgroep (dit is op de ortho-posities). 

## Synthese
2,4,6-tri-isopropylfenol wordt bereid door de reactie van fenol met een overmaat propeen, in aanwezigheid van een gepaste katalysator. Nevenproducten in de reactie zijn onder meer 2,6-di-isopropylfenol (propofol), 2,4,5-tri-isopropylfenol en 2,5-di-isopropylfenol.

## Toepassingen
Sterisch gehinderde fenolen zijn goede antioxidanten en vinden toepassing als stabilisator in uiteenlopende producten zoals plastics, minerale oliën (inclusief benzine, stookolie en kerosine), smeeroliën, detergenten en talrijke pesticiden.
Een andere sterisch gehinderd fenol dat veel gebruikt wordt als antioxidant is BHT.